# Dragon Age: Prameny – Procitnutí
Dragon Age: Prameny – Procitnutí (anglicky Dragon Age: Origins – Awakening) je datadisk k RPG videohře Dragon Age: Prameny. Datadisk je vyvinutý firmou BioWare Edmonton a vydaný firmou Electronic Arts. Datadisk byl vydán pro Microsoft Windows, PlayStation 3 a Xbox 360. V České lokalizaci hra vyšla 19. března 2010.
Datadisk nabízí novou kampaň příběhově umístěnou za Dragon Age: Prameny a je umístěn do království Amaranthine. Hráč má možnost importovat postavu a savy (uložené pozice) vytvořené v dohraném Dragon Age: Prameny (postavy z nedohraného Dragon Age: Prameny nefungují, Hráčova postava také musela přežít) nebo vytvořit kompletně nový charakter. Dějová linka rozšiřuje příběh Dragon Age: Prameny o ustupující Zplozence a tajemnou přítomností entity známou jako „Architekt“. Datadisk také přinesl nové členy hrdinovy skupiny, nové schopnosti, nové třídy specializací, vzrostl maximální level a přinesl nové předměty.

## Hratelnost
Datadisk doplňuje původní hru o novou kampaň, doplňuje nové předměty a atributy, ale zásadní změny nepřináší a stylem hry plně navazuje na Prameny. Největší novinkou je Šedá tvrz, která slouží jako náhražka původního tábora, hráč ji může zlepšovat, navštěvovat v ní obchodníky, či plnit úkoly šedé tvrze. K mírnému zjednodušení došlo u NPC postav v hráčově družině, už není možné s nimi vést natolik rozsáhlé dialogy, jako v Pramenech.

## Příběh
Hra začíná útokem na šedou tvrz, hráčova postava, teď už velitel/ka šedých strážců (postava může být importována z Pramenů, nebo si hráč může založit novou postavu), spolu s Mhairi (rekrutka šedých strážců). Při obraně tvrz se k postavě přidá mág Andres a trpaslík Oghren (ten patřil do hráčovy družiny i v Pramenech). Tvrz je ubráněna a hráčova postava ji získává zpět pod kontrolu. Hráč se krátce setká s králem Alistairem (pokud se v Pramenech stal králem, pokud ne, tak se setká s královnou Anorou). Andres a Oghren se stanou šedými strážci, Mhairi přijímání nepřežije. Šedá tvrz slouží hráči jako tábor v Pramenech, jsou v ní i obchodníci (třeba i mistr Wade, známý z Pramenů) a hráč může svou tvrz zlepšovat, aby byla nedobytnější. Ve tvrzním vězení je Nathaiel Howe, syn zrádce arla Howea z Pramenů, chtěl hráčovu postavu zabít, může se stát šedým strážcem (a být tak v hráčově družině), nebo být popraven, případně propuštěn. Arcidémon byl poražen v Pramenech, ale v království Ferelden je ještě mnoho zplozenců, se kterými musí šedí strážci bojovat, hlavní dějová linie hry se zabývá novým druhem inteligentních zplozenců, kteří umí mluvit a hlavně dvěma, mezi sebou soupeřícími, frakcemi zplozenců. Zápasí spolu Zplozenci Architekta a Matky. Město Amaranthine nabízí mnoho vedlejších, ale i hlavních, úkolů, hráč se zde může setkat i s Wynne (mohla být v hráčově družině v Pramenech).
V pohyblivém lese hráč může přibrat do družiny elfskou kouzelnici Velannu, které unesli zplozenci sestru, také je možné Velannu zabít. Hráč se setká s architektem, který na šedých strážcích provádí dokonce pokusy, ale porazit ho zatím není možné.
Sukovité vrchy jsou další povinnou štací, hráč zde může přibrat do družiny trpaslici Sighur z Legie mrtvých a nejspodnější části Kal´Hirol je nezbytné porazit ohnivého golema. Po osvobození Kal´Hirol je úkol dokončen.
V černé mokřině hráč musí projít Únikem a zabít krvavou baronku, která pomocí krvavé magie udržuje „snovou vesnici“, ale stojí to mnoho nedobrovolných lidských obětí. Je možné ji zabít, nebo se s ní dohodnout a nechat ji být. Do hráčovy družiny se může přidat Spravedlnost, duch z Úniku, který nechtěně se vtělil do těla šedého strážce Kristoffa.
V závěru hry se hráčova postava vydává bránit Amaranthine, ale objeví se Architektův vyslanec, který tvrdí, že zplozenecká armáda Matky napadla Šedou tvrz, hráč se musí rozhodnout, jestli bude bránit město, nebo tvrz. Ať tak, či tak, padlé město nebo padlá tvrz se později dočká znovuvýstavby a obnovy, jak je sděleno na konci hry.
Hra končí v hlubinách zkaženosti, Architekt prozradí, že chce zplozencům dát svobodu a pomocí krve šedých strážců (jde o napodobení přijímacího rituálu šedých strážců, ti pijí zplozeneckou krev), jim umožňuje svobodně přemýšlet. Také se přizná, že stvořil Matku, čehož ale lituje. Je možné uzavřít s ním spojenectví a on pak pomůže hráčově postavě zabít Matku, nebo ho zabít.
Po zabití šílené matky následuje závěrečná animace, která dokončuje všechny dějové linie, pokud hráč importoval savy z Pramenů, tak jsou osvětleny i osudy některých postav z Pramenů, animace také osvětlí, co se stalo s hráčovou postavou, po poražení Nákazy. Závěrečná animace se opět odvíjí od hráčových rozhodnutí.

## Postavy (Družina)
- Mhairi – rekrutka Šedých strážců. Je od začátku v hráčově družině, ale záhy zemře, protože nepřežije přijímací rituál Šedých strážců.
- Oghren – trpaslík bojovník, který byl v hráčově družině už v Pramenech, v Procitnutí se z něho stane Šedý strážce. Se svou láskou Felsi má i dítě, ale Oghren rád bojuje a rodinný život ho neláká.
- Anders – mág, který několikrát utekl z Kruhu mágů. Hráč ho může přibrat do družiny na začátku hry.
- Nathaniel Howe – zloděj, syn Arla Rendona Howea, tedy zrádce z Pramenů. Je vězněn, hráčova postava ho může na začátku hry nechat popravit, propustit, nebo přibrat do družiny a tak se z něj stane Šedý strážce.
- Velanna – mág, dálská elfka, ke hráčově družině se může přidat v Pohyblivém lese, pokud ji ovšem hráč nezabije.
- Sigrun – trpaslice, zběh z Legie mrtvých (odmítla padnout v boji proti nepřátelům Orzammaru). Hráč ji může přibrat do družiny v Sukovitých vrších .
- Spravedlnost – bojovník, duch z Úniku, který se omylem vtělil do těla Šedého strážce Kristoffa, v těle zůstal vlastně uvězněn. Do hráčovy družiny se může přidat v Černé mokřině.